# Holden FC
De Holden FC was de vierde serie van het automerk Holden uit Australië. De verkoopcijfers in eigen land waren op dat moment historisch hoog. In 1958 meer dan 50%. De FC-serie volgde dat jaar de FE op. Deze serie bestond uit dezelfde zeven modellen als de FE. Ze werden deze keer allemaal tegelijk geïntroduceerd.

## Geschiedenis
In feite was de FC-serie een facelift van de FE. Het radiatorrooster werd aangepast, er werd meer chroom toegevoegd en er werd tweekleurige lak aangeboden. Ook technisch werden enkele ingrepen gedaan. Zo werd de 2,15 l Grey Motor weer iets krachtiger.
1958 was het eerste jaar waarin Holden meer dan 100.000 voertuigen bouwde en op 22 oktober van datzelfde jaar bouwde het merk haar half miljoenste auto. Van de FE werden 187.055 exepmplaren in Australië gebouwd en verkocht. Daarnaast gingen 1946 auto's en 2723 CKD-Kits naar het buitenland.

## Modellen
- Mei 1958: (FC 215) Holden Standard Sedan
- Mei 1958: (FC 217) Holden Business Sedan
- Mei 1958: (FC 225) Holden Special Sedan
- Mei 1958: (FC 219) Holden Standard Station Sedan
- Mei 1958: (FC 229) Holden Special Station Sedan
- Mei 1958: (FC 2106) Holden Utility
- Mei 1958: (FC 2104) Holden Panel Van